# Marianne Lepa
Marianne Lepa (* 9. August 1947 in Hannover, heute Marianne Lepa-Wächter) ist eine ehemalige deutsche Volleyball-Nationalspielerin.

## Karriere
Marianne Lepa ist die Tochter des Sportfunktionärs Albert Lepa. In den 1960er und 1970er Jahren war sie Volleyballspielerin beim 1. VC Hannover, mit dem sie mehrfach Deutscher Volleyball-Meister wurde. 1972 nahm sie mit der bundesdeutschen Volleyball-Nationalmannschaft an den Olympischen Spielen in München teil und belegte dort den achten Platz.
Heute lebt Marianne Lepa-Wächter in Hannover. Sie ist Mitglied der Ü50-Seniorinnen-Nationalmannschaft.